# 李先著
李先著（1547年—？），字子明，號海石，錦衣衛校籍山東登州府蓬萊縣人，明朝政治人物。

## 生平
萬曆元年（1573年）癸酉科順天府鄉試第十六名，萬曆五年（1577年）丁丑科會試第一百八十三名，登三甲第一百四十一名進士。初授刑曹，歷官雲南按察司副使，二十三年五月升雲南右參政，因巡抚陳用賓、巡按張應揚弹劾其接受土官猛廷瑞金钱，误机纳贿纵贼，二十六年五月被逮至京师究问，後死于狱中。

## 家族
曾祖李忠；祖父李景；父李傑。母吳氏。具慶下。